# Государственный музей декоративного украинского искусства
Национа́льный музе́й украи́нского народного декорати́вного иску́сства (укр. Державний музей українського декоративного мистецтва) — один из крупнейших музеев Украины. Фонд музея — более 75 тысяч экспонатов.

## Описание
Расположен на территории Национального Киево-Печерского историко-культурного заповедника в помещении бывших покоев митрополита и подлежащих к ним домовой Благовещенской церкви, которые являются памятниками архитектуры XVIII – начала XX веков. Коллекция музея была начата в 1899 г. как одна из составляющих сборок новообразованного Городского музея древностей и искусств. В 1904 г. был переименован на Киевский художественно-промышленный и научный музей. Площадь экспозиционной части музея — 1 500 м². Экспозиция: ковры, ткани, вышивка, керамика, роспись на дереве, художественная обработка кожи, рогов и металла, стекла, фарфора, писанки, иконопись.